# 陸上自衛隊特殊作戰群
陸上自衛隊特殊作戰群（日语：特殊作戦群）是一支由日本防衛廳（防衛省前身）設立的反恐部隊，隸屬於日本陸上自衛隊，其主要任務為打擊日本國內的恐怖主義活動及游擊作戰。另一方面，如同第1空降團，該單位也會參與軍事行動，如反制敵軍游擊隊及特種部隊。特殊作戰群與第1空降團一同駐紮於位於千葉縣船橋市內的習志野駐屯地。 該團的最初名稱為特別任務群，直到2008年時才改為現名。日本媒體一般多以特戰群、特戰、特作等簡稱代指該單位，而其成員多半被稱為S。
特殊作戰群經常被稱為日本的「三角洲部隊」，這是因為該單位在陸上自衛隊中扮演相當精銳而專業的角色所致。在特殊作戰群成立之前，三角洲部隊就一直負責協助陸上自衛隊建立該單位的基礎。
與特殊作戰群角色相近的民間單位為隸屬於警察廳的特殊急襲部隊。

## 沿革

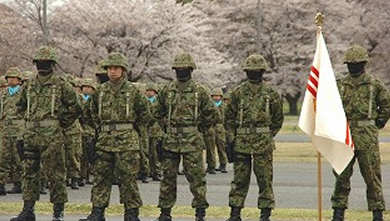
特殊作戰群隊員

1998年時，當時的日本防衛廳提出了一個在陸上自衛隊內成立一支反恐特種部隊的構想，該特種部隊的成員將由陸上自衛隊第1空降團的成員中選出，並送往美國由三角洲部隊負責訓練。與此同時，第1空降團內部也成立了兩個排以作為該特種部隊的基礎部隊，分別為G排（主要構成單位）及S排（特戰研究單位）。
2003年，在經歷三年的培訓及整備規劃後，該單位的大致結構已經完成。該單位的基礎結構是仿造三角洲部隊及綠扁帽部隊而來的。
2004年3月27日，日本防衛廳將該單位定名為特別任務群，直屬於陸上自衛隊，角色定位為反恐作戰單位。
2005年時，特殊作戰群派遣了四名特戰隊員派駐伊拉克，擔任陸上自衛隊伊拉克復興支援群群長的貼身保鑣。
2007年3月28日，特殊作戰群與第1空降團、第1直升機團及中央特殊武器防護隊合併為中央即應集團。
2008年3月26日，特別任務群正式更名為特殊作戰群。

## 組織架構

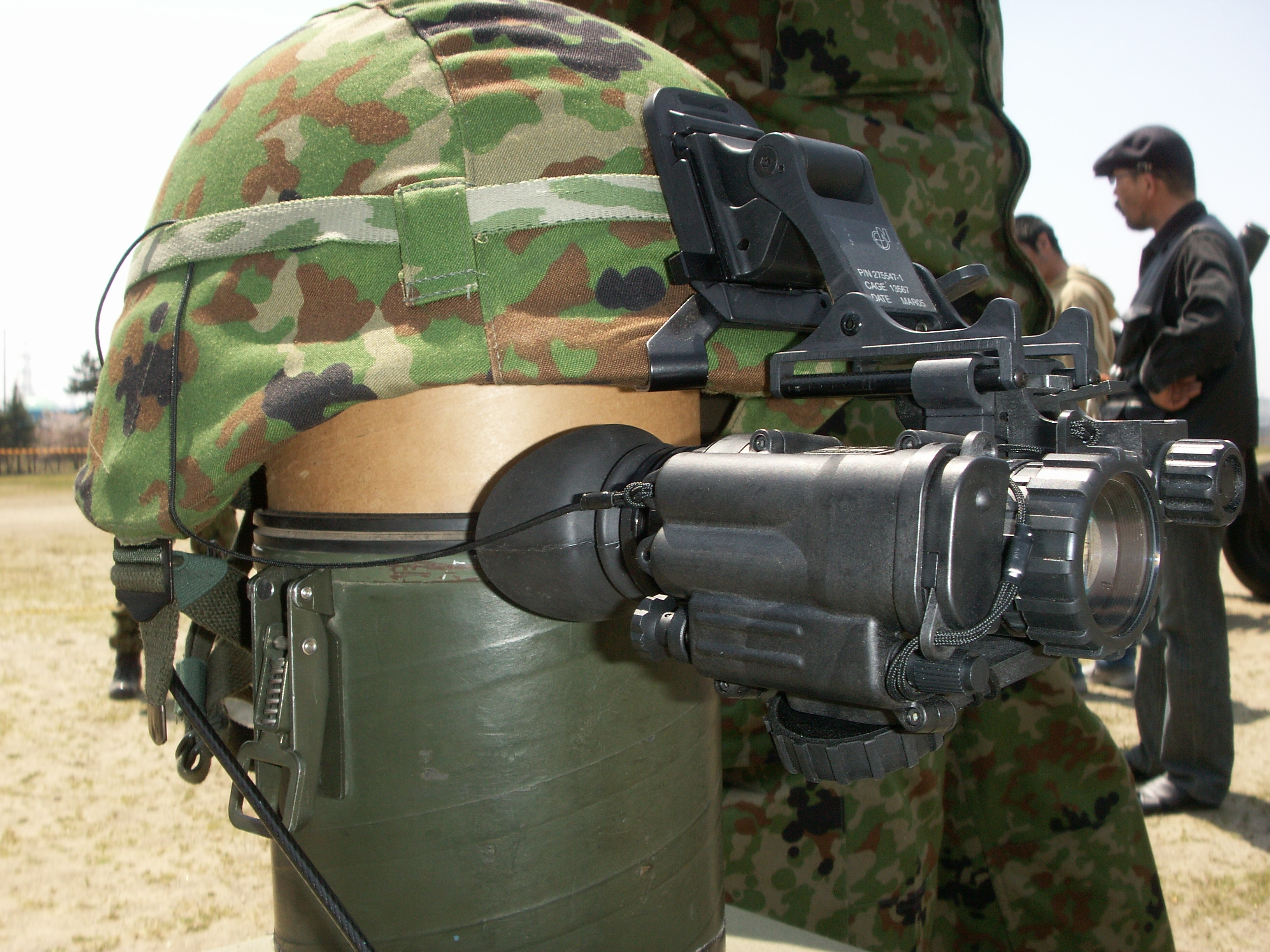
特殊作戰群Jgvs夜視頭盔

- 特殊作戰群長，階級為一等陸佐（上校）
- 行政官，階級為二等陸佐（中校）
- 特殊作戰群本部
  - 第1科（總務科）
  - 第2科（情報科）
  - 第3科（作戰方案科）
  - 第4科（補給科）
- 群本部管理隊，由3名三等陸佐（少校）指揮
- 第1特殊作戰中隊
  - 中隊本部
  - 第1小隊（專責高空傘降任務）
    - 特殊分隊（突擊分隊、狙擊分隊）

  - 第2小隊（專責兩棲作戰任務）
  - 第3小隊（專責山地作戰）
  - 第4小隊（專責都會作戰）
- 第2特殊作戰中隊
- 第3特殊作戰中隊
- 特殊作戰教導隊

## 訓練

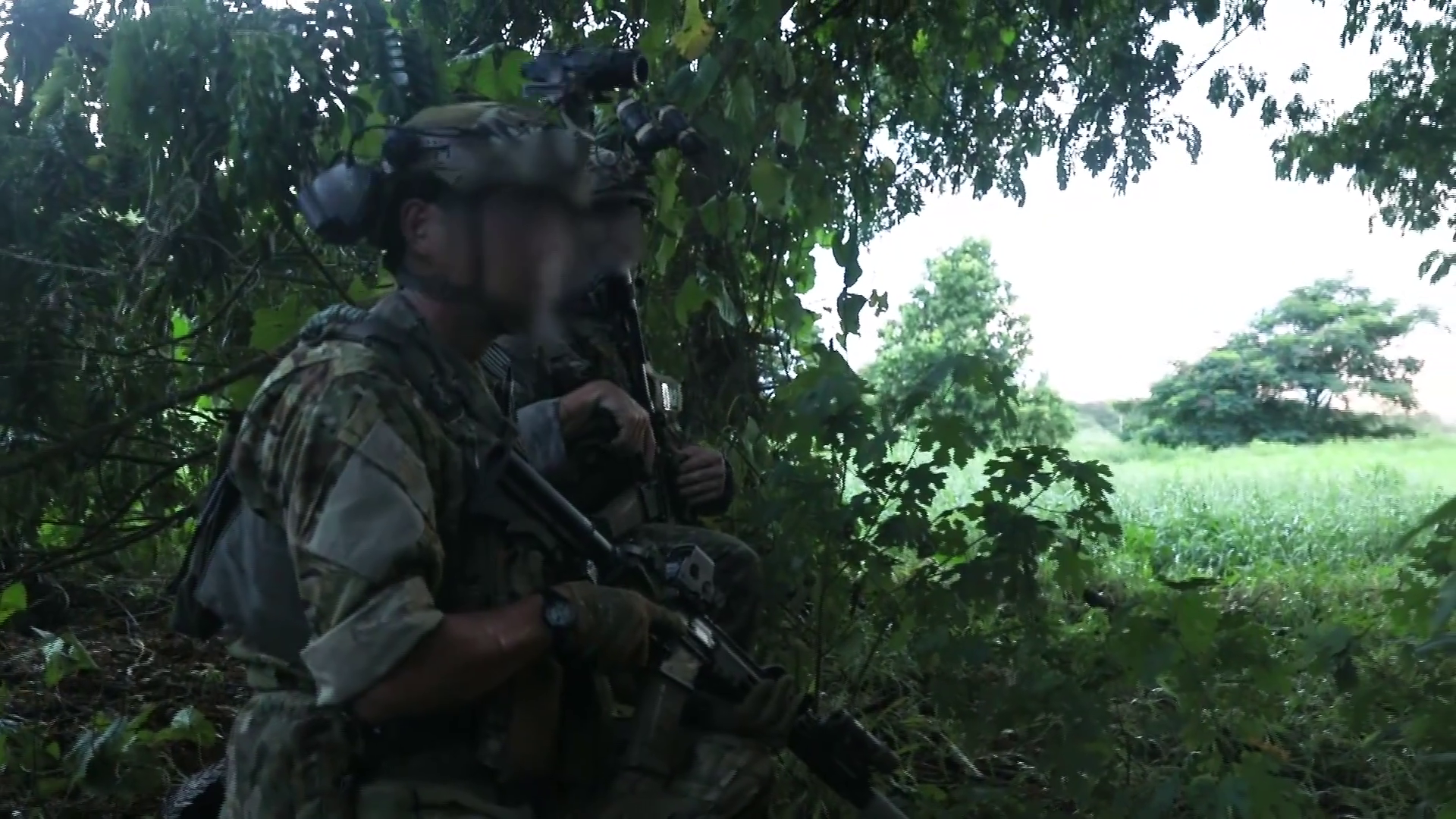
參與2021年太平洋防衛者軍事演習的特殊作戰群幹員

特殊作戰群的成員皆來自於通過遊騎兵認證檢定的第1空降團隊員。因此，所有的特殊作戰群成員都擁有傘兵資格。專門執行高空傘降任務的第1小隊通常會與第1空降團一同進行傘降訓練，而執行兩棲作戰任務的第2小隊則會接受海上自衛隊的訓練。特殊作戰群在千葉縣習志野駐屯地內有一處訓練設施，專門訓練成員的各種作戰技巧，特別近代日益重要的近身距離作戰。

## 已知裝備

### 個人武器

#### 突擊步槍
| 武器名稱 | 原產地 | 備註                                                                         | 參考資料 |
| -------- | ------ | ---------------------------------------------------------------------------- | -------- |
| 豐和89式 | 日本   | -                                                                            | -        |
| M16      | 美国   | 成立初年使用                                                                 | -        |
| M4A1     | 美国   | 為SOPMOD Block I型。可加裝M203榴彈發射器、AN/PEQ-2雷射瞄準器及QDSS-NT4消音器 | -        |
| HK416    | 德国   | 命名為“特殊步槍(B)”，包括衍生型HK416A5                                       | -        |

#### 輕機槍
| 武器名稱         | 原產地 | 備註 | 參考資料 |
| ---------------- | ------ | ---- | -------- |
| 住友5.56mm機關槍 | 日本   | -    | -        |

#### 衝鋒槍
| 武器名稱      | 原產地 | 備註 | 參考資料    |
| ------------- | ------ | ---- | ----------- |
| 9毫米機關手槍 | 日本   | -    | -           |
| HK MP5SD6     | 德国   | -    | -           |
| HK MP7A1      | 德国   | -    | [ 7 ] [ 8 ] |
| SIG Sauer MPX | 美国   | -    |             |

#### 手槍
| 武器名稱        | 原產地 | 備註             | 參考資料    |
| --------------- | ------ | ---------------- | ----------- |
| 美蓓亞9mm手槍   | 日本   | -                | -           |
| HK USP9         | 德国   | -                | [ 7 ] [ 8 ] |
| SIG Sauer P226R | 德国   | 命名為“特殊手槍” | -           |

#### 狙擊步槍
| 武器名稱           | 原產地 | 備註                  | 參考資料 |
| ------------------ | ------ | --------------------- | -------- |
| M24 SWS            | 美国   | 命名為“對人狙擊槍”    | -        |
| M24A2              | 美国   | 命名為“對人狙擊槍(B)” | -        |
| 巴雷特對物狙擊步槍 | 美国   | -                     | -        |

#### 霰彈槍
| 武器名稱  | 原產地 | 備註                    | 參考資料 |
| --------- | ------ | ----------------------- | -------- |
| 雷明登870 | 美国   | Wilson Combat公司定制型 | -        |

#### 反裝甲武器
| 武器名稱                | 原產地 | 備註 | 參考資料 |
| ----------------------- | ------ | ---- | -------- |
| 91式便攜地對空飛彈      | 日本   | -    | -        |
| 01式輕型反戰車飛彈      | 日本   | -    | -        |
| 卡爾·古斯塔夫無後座力炮 | 瑞典   | -    | -        |
| 鐵拳三型火箭筒          | 德国   | -    | -        |

### 個人裝備
- 作戰服
  -  迷彩服3型（日语：迷彩服3型）
  -  戰鬥服市街地用
  -  陸自迷彩作戰服
  - 軍綠色作戰服
  - Multicam樣式作戰服
- 戰術頭盔
  -  88式鋼盔
  -  3M Ultra Lightweight Helmet（卡其色塗裝）
  -  Ops-Core FAST Ballistic（卡其色塗裝）
  -  Ops-Core FAST XP High Cut（卡其色塗裝）
  -  Ops-Core FAST SF（卡其色、Multicam塗裝）
  -  Team Wendy EXFIL LTP Ballistic
- 攜板背心
  -  防彈背心2型
  -  防彈背心3型
  -  Direct Action Spitfire Mk2（Multicam樣式）
  -  LBT 6094 Gen 3（Multicam樣式）
  -  Crye Precision JPC 2.0（游騎兵綠、Multicam樣式）
  -  Crye Precision AVS（Multicam樣式）
- 夜視儀
  -  JGVS-8
  -  AN/PVS-31
  -  GPNVG-18
- 抗噪耳機
  -  3M Peltor Comtac III
  -  3M Peltor Comtac XPI
  -  Ops-Core AMP
- 槍套
  -  Safariland 6004（黑色塗裝；供9mm手槍及特殊手槍使用）
  -  Safariland 6360／6390 RDS（Multicam塗裝；供特殊手槍使用）
- 無線電
- 各式手榴彈
  - 閃光彈

## 裝備
特殊作戰群能夠使用陸上自衛隊的各式裝備，例如輕裝甲機動車及豐田超級巡航SUV（日語：トヨタ・メガクルーザー，英語：Toyota Mega Cruiser），這些車輛通常作為運輸及偵察之用。該單位也經常與第1直升機團聯合行動以獲取快速部署能力。特殊作戰群亦能使用C-130力士型運輸機。

## 部隊特徵
為了避免類似奧姆真理教以家人要脅第一空降團成員聽從其命令(參見奧姆真理教的顛覆國家計畫)，並保護特殊作戰群成員的秘密身分，特殊作戰群皆配戴巴拉克拉瓦頭套來遮住臉部，並大多以手勢及暗號溝通，成員在公眾場合及特戰營區之外是不被允許揭露頭套的。在習志野駐屯地內的基地人員在沒有相關身分證明或許可文件的情況下，皆無法進出特殊作戰群的營區，進入營區也將沒收手機及任何信息設備。

## 主要幹部
| 官職名       | 階級          | 姓名     | 補職発令日     | 前職                  |
| ------------ | ------------- | -------- | -------------- | --------------------- |
| 特殊作戦群長 | 1等陸佐(上校) | 桑原直人 | 2023年03月13日 | 第1空挺団本部高級幕僚 |

| 代 | 姓名     | 在職期間                        | 前職                                      | 後職                                      |
| -- | -------- | ------------------------------- | ----------------------------------------- | ----------------------------------------- |
| 01 | 荒谷卓   | 2004年03月29日 - 2007年03月22日 | 第1空挺団本部勤務                         | 陸上自衛隊研究本部主任研究開発官          |
| 02 | 古田清悟 | 2007年03月23日 - 2009年11月30日 | 陸上自衛隊研究本部研究員                  | 統合幕僚監部運用部運用第1課 特殊作戦室長  |
| 03 | 青木伸一 | 2009年12月01日 - 2012年03月31日 | 中央即応集団司令部付                      | 中央即応集団司令部幕僚副長                |
| 04 | 平田隆則 | 2012年04月01日 - 2015年03月31日 | 中央即応集団司令部付                      | 陸上自衛隊研究本部主任研究開発官          |
| 05 | 上大迫淳 | 2015年04月01日 - 2017年07月31日 | 中央即応集団司令部付                      | 陸上自衛隊研究本部主任研究開発官          |
| 06 | 藤村太助 | 2017年08月01日 - 2020年07月31日 | 第14旅団司令部第3部長                     | 統合幕僚監部運用部運用第1課 特殊作戦室長  |
| 07 | 後藤仁志 | 2020年08月01日 - 2023年03月12日 | 陸上自衛隊教育訓練研究本部 訓練評価調整官 | 陸上自衛隊教育訓練研究本部 主任訓練評価官 |
| 08 | 桑原直人 | 2023年03月13日 -                | 第1空挺団本部高級幕僚                     |                                           |

## 外部連結
- 中央即応集団 （页面存档备份，存于） （日語）
- 第156回国会 武力攻撃事態への対処に関する特別委員会 第3号 （日語）
- 第159回国会 武力攻撃事態等への対処に関する特別委員会 第13号 （日語）
- 衆議院議員赤嶺政賢君提出長崎県佐世保市の陸上自衛隊相浦駐屯地での対戦車ヘリコプターAH―1S（コブラ）の墜落事故等に関する質問に対する答弁書 （日語）